# 會厭炎
會厭炎（Epiglottitis）是會厭部位（舌根部上方的軟骨，可避免食物進入氣管）的發炎。症狀一般會出現的很快，症狀包括吞嚥困難，也會造成流口水、聲音改變、發燒以及呼吸加快等症狀，因為會厭在上呼吸道，因此吞嚥問題也會影響呼吸，人們可能會讓上半身往前傾，以三腳架姿態讓呼吸道打開。當症狀惡化時，會有喘鳴及發紺的情形。
以往最常見的會厭炎病因是由於流感嗜血桿菌的感染，不過在有相關疫苗後，會厭炎大部份是由其他細菌感染所造成。其他可能病因包括會厭部位的灼傷以及創傷。最準確的診斷方式是直接檢視會厭部位。若有會厭炎，頸部X光可能會看到拇指征，但也有可能在會厭炎的情形下，沒有出現拇指征。
流感嗜血桿菌疫苗可以有效的預防會厭炎，自1980年代開始就已開始採用。若是已暴露在致病菌中的高危險群，也可以用抗生素利福平來預防。治療最重要的部份是保護呼吸道，一般會透過气管插管來進行。也可能會預射抗生素，例如頭孢曲松，也可能會用萬古黴素或是克林黴素。一般也會使用皮質類固醇。若有適當的治療，患病兒童的死亡率約1%，成人約7%。
在使用流感嗜血桿菌疫苗來預防之後，會厭炎的病例下降了95%，以往是嬰幼兒最容易感染，現在是年齡較大的兒童及成人較容易罹患。在美國每十萬名兒童中，一年約有1.3個兒童會罹患會厭炎，成人則是每十萬人中會有1至4人罹患。會厭炎在開發中國家比較常見。兒童患病的死亡率約為6%，不過若有插管，可以降到1%以下。

## 外部連結
- Jordana Marinoff, "Bacteria Grab a Windpipe and Hold it Hostage," （页面存档备份，存于） Boston Globe, January 10, 2006
- Medscape （页面存档备份，存于）